# Balzer Herrgott

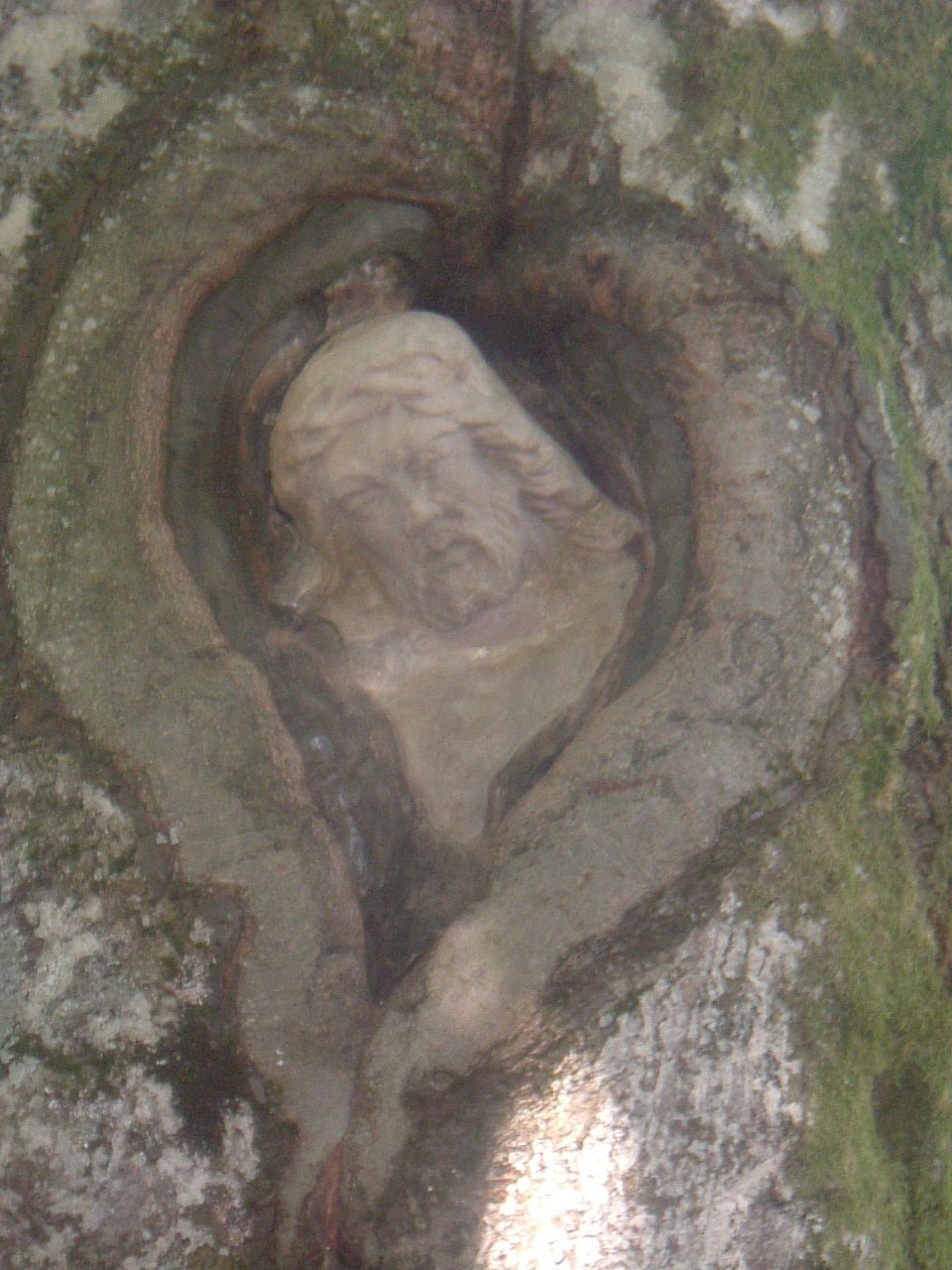
Balzer Herrgott, umgeben vom herzförmigen Kallus (2006)

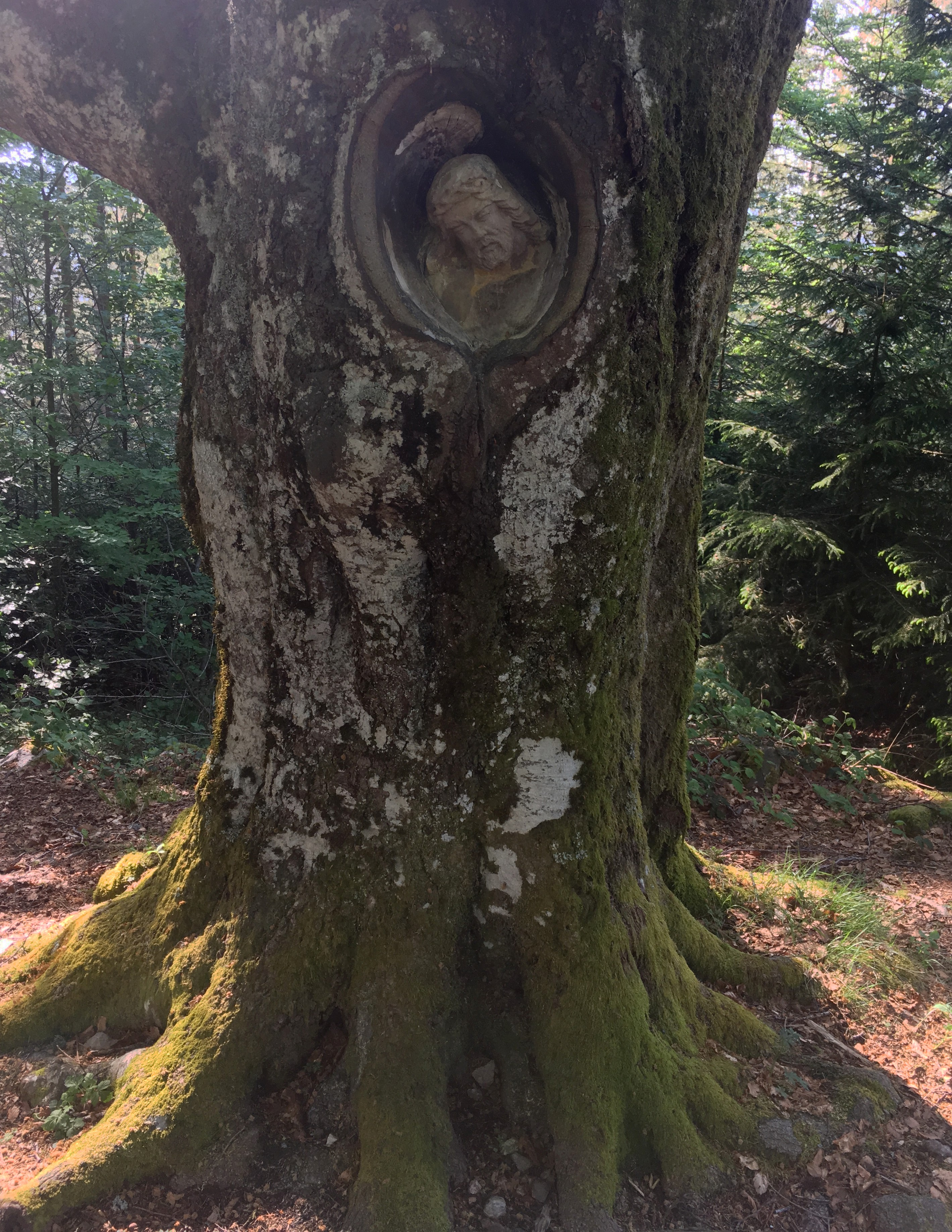
Balzer Herrgott in der Weidbuche (2018)

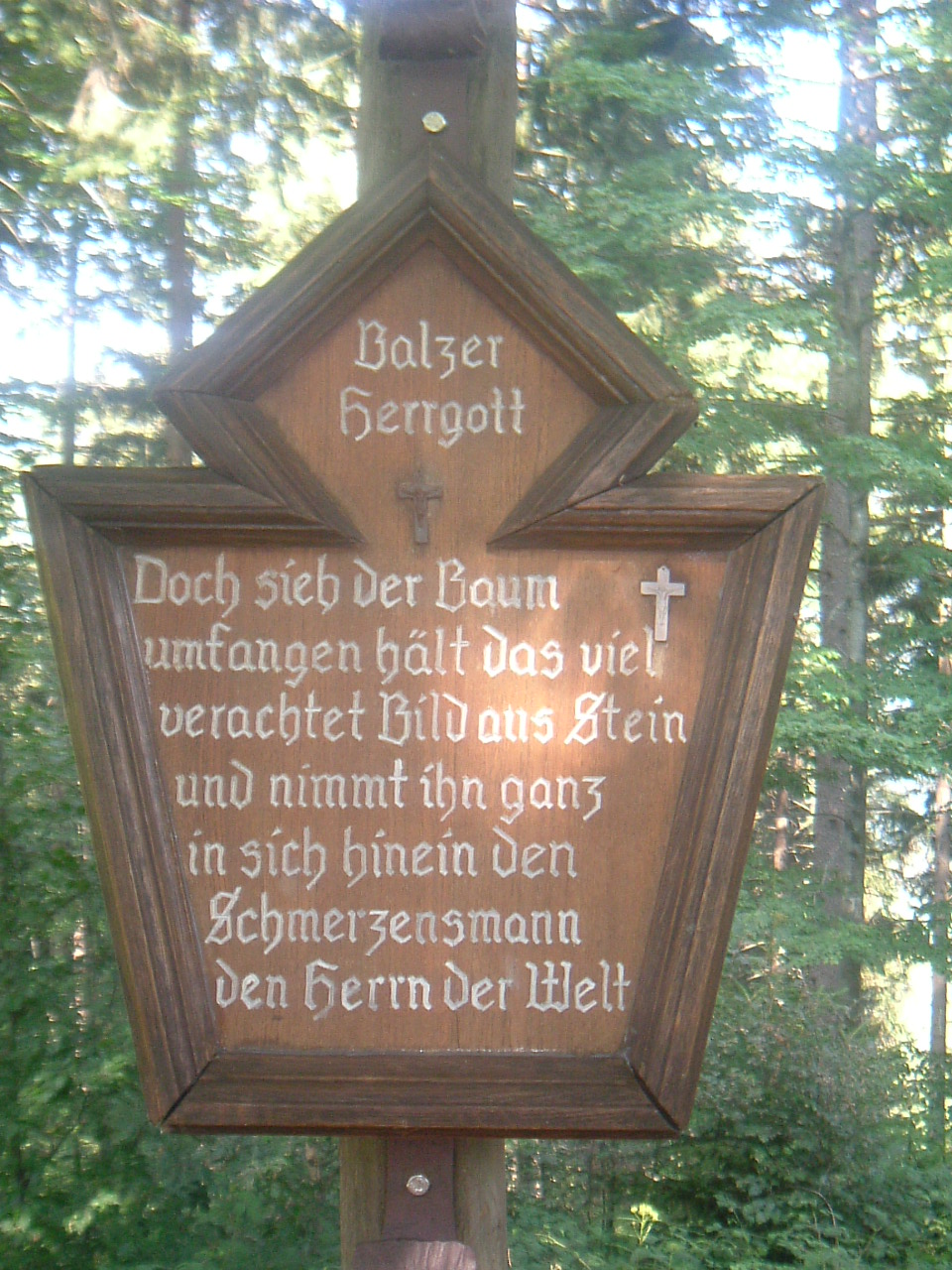
Tafel neben dem Balzer Herrgott

Der Balzer Herrgott – auch Winkelherrgott genannt – ist eine in eine Weidbuche eingewachsene steinerne Christusfigur im mittleren Schwarzwald in Baden-Württemberg. Er steht in einem Waldgebiet zwischen der Hexenlochmühle und dem Weiler Wildgutach östlich des Oberlaufs der Wilden Gutach im Gebiet der Gemarkung Gütenbach. Baum und Figur sind das Ziel vieler Wanderer und Spaziergänger und gelten einigen als Wallfahrtsort. Die Entstehung der Verbindung und die Herkunft der Statue sind nicht vollständig geklärt.

## Phänomen
Die in eine Buche eingewachsene Christusfigur stammt vermutlich aus spätgotischer Zeit, doch bereits die Angaben zum ursprünglichen Kruzifix variieren stark. Manche sagen, das Kreuz sei aus Eisen, andere, es sei aus Holz, dritte, es sei wie die Christusfigur selbst aus Stein gefertigt gewesen. Für die erste Version spricht die Darstellung von Fritz Hockenjos, dem damaligen Leiter des benachbarten Forstamtes Sankt Märgen, der 1960 in seinen Wäldergeschichten unter anderem zum Balzer Herrgott erwähnt, dass es noch keine dreißig Jahre her seien, dass noch die Eisenarme des Kreuzes aus dem Holz herausstanden, welche der Forstmeister von Furtwangen habe absägen lassen.  Außerdem hätte das Christushaupt früher über der Dornenkrone noch einen Strahlenkranz aus Blech getragen. Darauf könnten die drei kleinen, viereckigen Vertiefungen hinweisen, die zu beiden Seiten und auf dem Scheitel eingehauen sind. Der Korpus wurde vermutlich in einer Steinhauerei in Pfaffenweiler (bei Freiburg im Breisgau) aus Kalksandstein hergestellt. Man nimmt an, dass sich in seinem Inneren ein Eisenkreuz befindet, welches zur Befestigung an seinem ursprünglichen Ort diente.

### Theorien zur Anbringung
Viele Sagen und Legenden ranken sich um die Figur und die Erklärungen zu ihrer Verbringung an den jetzigen Standort sind oft widersprüchlich. Eine These besagt, dass ihn Hugenotten auf der Flucht aus Frankreich an dem steilen Hang liegen gelassen hätten. Laut einer anderen hätte es sich bei den Franzosen um Royalisten gehandelt, die während der französischen Revolution aus Frankreich geflohen seien. Eine Bäuerin aus der Umgebung erzählt jedoch, er stamme aus einem Kloster und sei in Kriegszeiten an der Stelle im Wald versteckt worden. Aus nicht zu klärender Quelle stammt eine vierte Version, nach der die Figur um 1800 aufgrund eines Gelübdes von einem Bauern namens Balzer aus Glashütte (im Hexenlochtal) erstellt worden sei, dieser Bauer sei später nach Amerika ausgewandert.
Der Zustand der Figur ist Gegenstand verschiedener widersprüchlicher Erklärungsversuche: Dass ihr Arme und Beine fehlen, liege daran, dass ein Jäger die Extremitäten aus Wut über entgangene Beute abgeschossen hätte. Laut einer anderen Variante habe Weidevieh dem auf dem Boden liegenden Korpus Arme und Beine abgetreten.
Wahrscheinlicher ist aber die mündliche Überlieferung, die auf Aussagen Pius Kerns aus Wildgutach (1859–1940) aus den 1930er Jahren zurückgeht, und die 1993 durch Oskar Fahrländer weitergegeben wurde: Danach stammt der Balzer Herrgott vom Hofkreuz des Königenhofs im Wagnerstal. Dieser Hof wurde am 24. Februar 1844 (man liest stellenweise – fälschlicherweise – auch die Jahreszahl 1700) durch eine Lawine zerstört, wobei die Arme und Beine der Christusfigur abgebrochen sein müssen. Nach der Überlieferung trugen junge Burschen den Torso heimlich in den Wald zum heutigen Ort, wo er zunächst eine Zeit lang in der Nähe der noch jungen Buche auf dem Waldboden lag. Um die Jahrhundertwende befestigten ihn dann zwei Gütenbacher Uhrmachergesellen an dem Baum.

### Überwallung und Pflege
Das Alter der Buche kann nur geschätzt werden, die Angaben schwanken zwischen 200 und 300 Jahren. Zwischen 1870 und 1880 soll der Torso dann am Baum befestigt worden sein. Anhand historischer Fotos kann die Veränderung des Zustandes nachvollzogen werden: 1927 war die Figur von den Lenden an noch frei, bis 1955 waren diese bereits überwallt. Seit 1975 ist sie bis unter die Brust überwallt. 1986 war nur noch der geneigte Kopf und ein Stück der Brust zu sehen. Im November 1986 legte der Schnitzer Josef Rombach aus Gütenbach zum ersten Mal Kopf und Brust wieder frei. Zwei Baumspezialisten von der Insel Mainau versiegelten das freigelegte Holz gegen Pilze und Feuchtigkeit und schufen eine künstliche Rinde. 1995 musste abermals das Wachstum des Baumes gebremst werden. Die Umwallung war so weit fortgeschritten, dass zu befürchten war, der Kopf würde abgesprengt werden. In diesem Jahr wurde eine Rille in die Umwallung geschnitzt, die das Wachstum verhinderte. Seitdem ist der Kopf von einem fast herzförmigen Kallus umgeben. Diese Umwallung und die Witterungseinflüsse, insbesondere am Stamm der Buche in den Bereich hinter dem Kopf der Figur ablaufendes Wasser, brachten dennoch weitere Schäden hervor. Die Gemeinde Gütenbach veranlasste daher in Abstimmung mit der Denkmalschutzbehörde des Landkreises und dem örtlichen Forstamt weitere Sanierungsmaßnahmen. Diese kamen 2014 zum Abschluss. So wurde der Bereich unmittelbar um die verbliebene Skulptur von einem Baumsachverständigen erneut frei geschnitten. Dieser entfernte auch Totholz und gefährdete Äste, die aneinander rieben, fachmännisch aus der Baumkrone. Zum Schutz des Stammes wurde ein Staketenzaun unmittelbar vor diesem errichtet, um zu verhindern, dass Besucher durch Berühren der Figur oder Festklemmen von persönlichen Gegenständen ungewollt Schäden hervorrufen. Der Wurzelbereich wurde weiträumig mit Findlingen kreisförmig markiert und abgegrenzt, sodass schwere Geräte der Forstwirtschaft keine Belastungen des Wurzelwerks verursachen können. Der Bereich zwischen Buche und dem Kreis aus Findlingen wurde zudem mit Mulch abgedeckt, damit sich die Belastungen durch das Betreten von Besuchergruppen vermindern. Am Baumstamm über der Herrgotts-Figur wurde ein unauffälliges kleines Blechdach in Winkelform angebracht, um das Niederschlagswasser abzuleiten. Unmittelbar oberhalb des Christuskopfes wurde hierzu ferner ein natürlicher Baumpilz befestigt. Ein örtlicher Steinmetz hat zudem die verbliebene Figur fachmännisch so präpariert, dass weitere Schäden durch einlaufendes (und gefrierendes) Regenwasser möglichst vermieden werden.
Folgende Ansichten stammen von der Schautafel neben der Christusfigur:

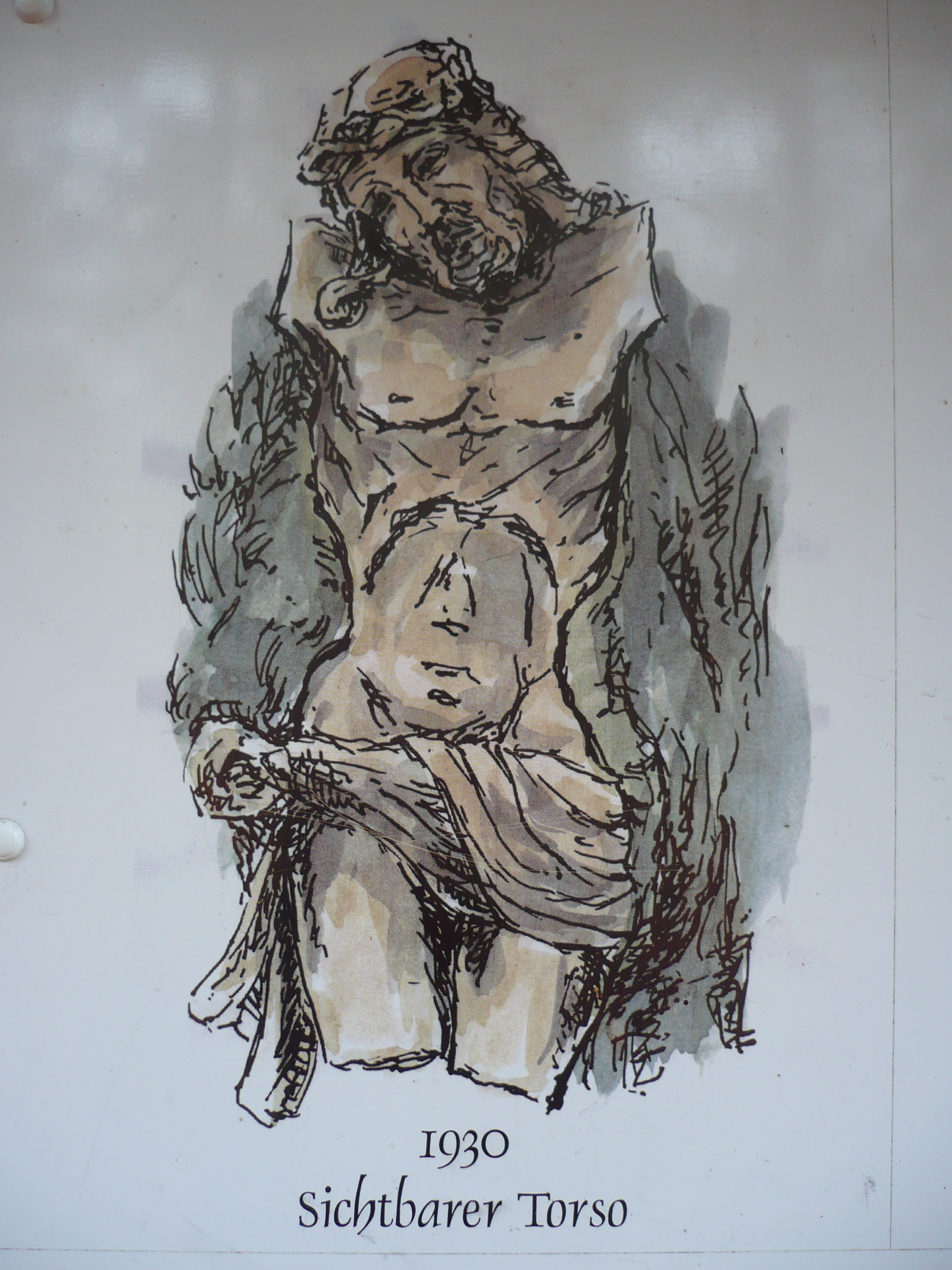
1930 sichtbarer Torso
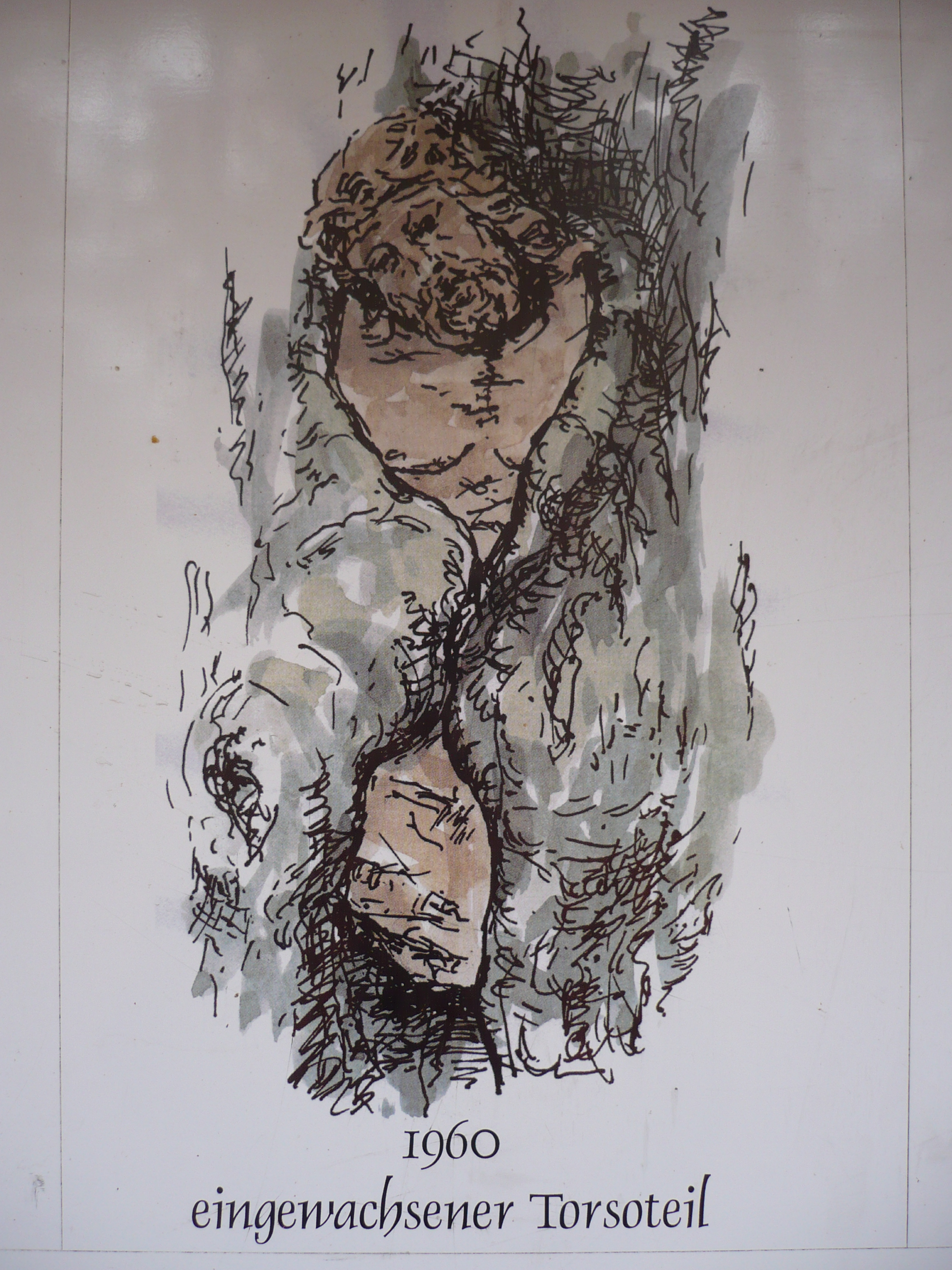
1960 eingewachsener Torsoteil
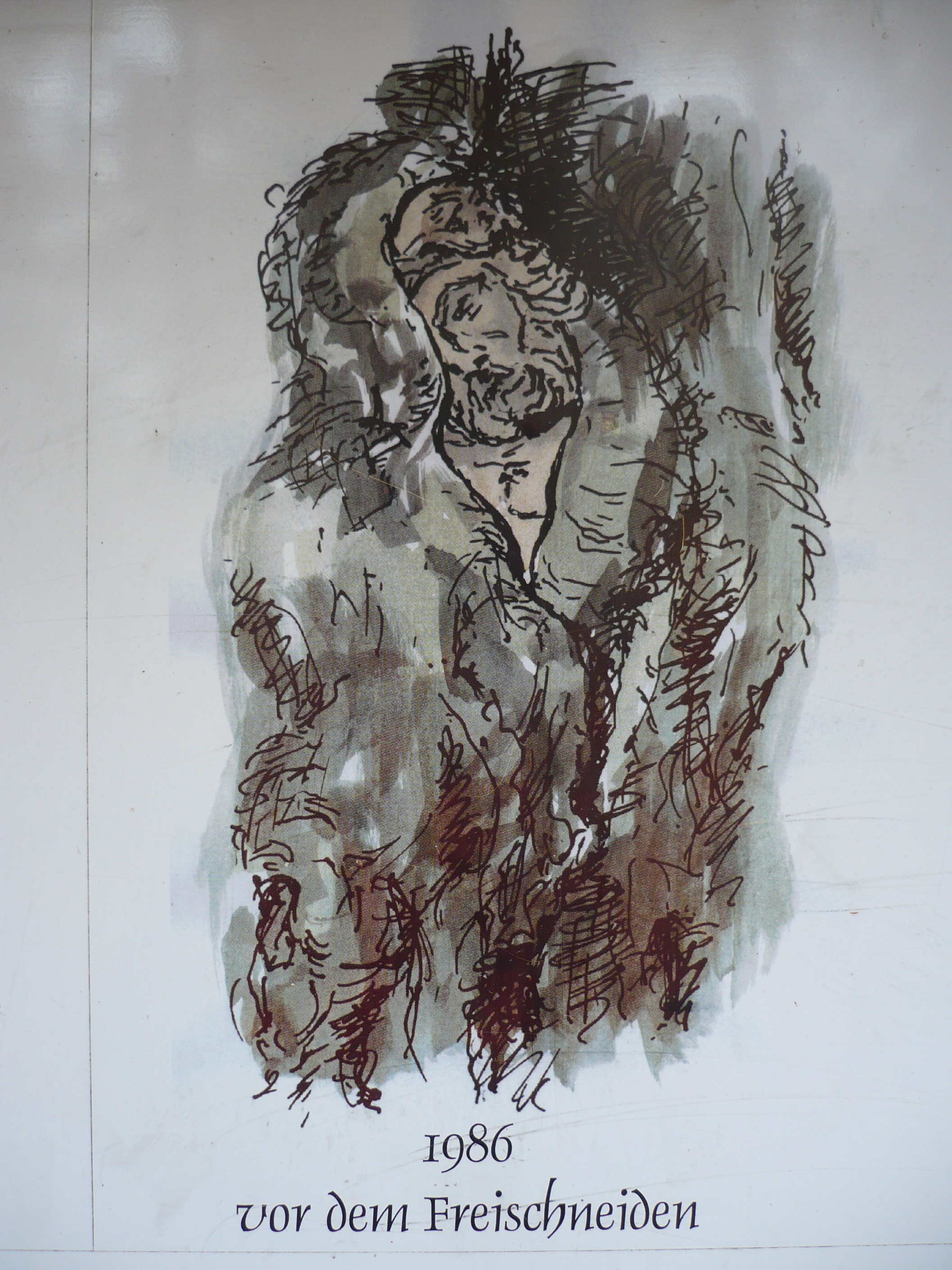
1986 vor dem Freischneiden
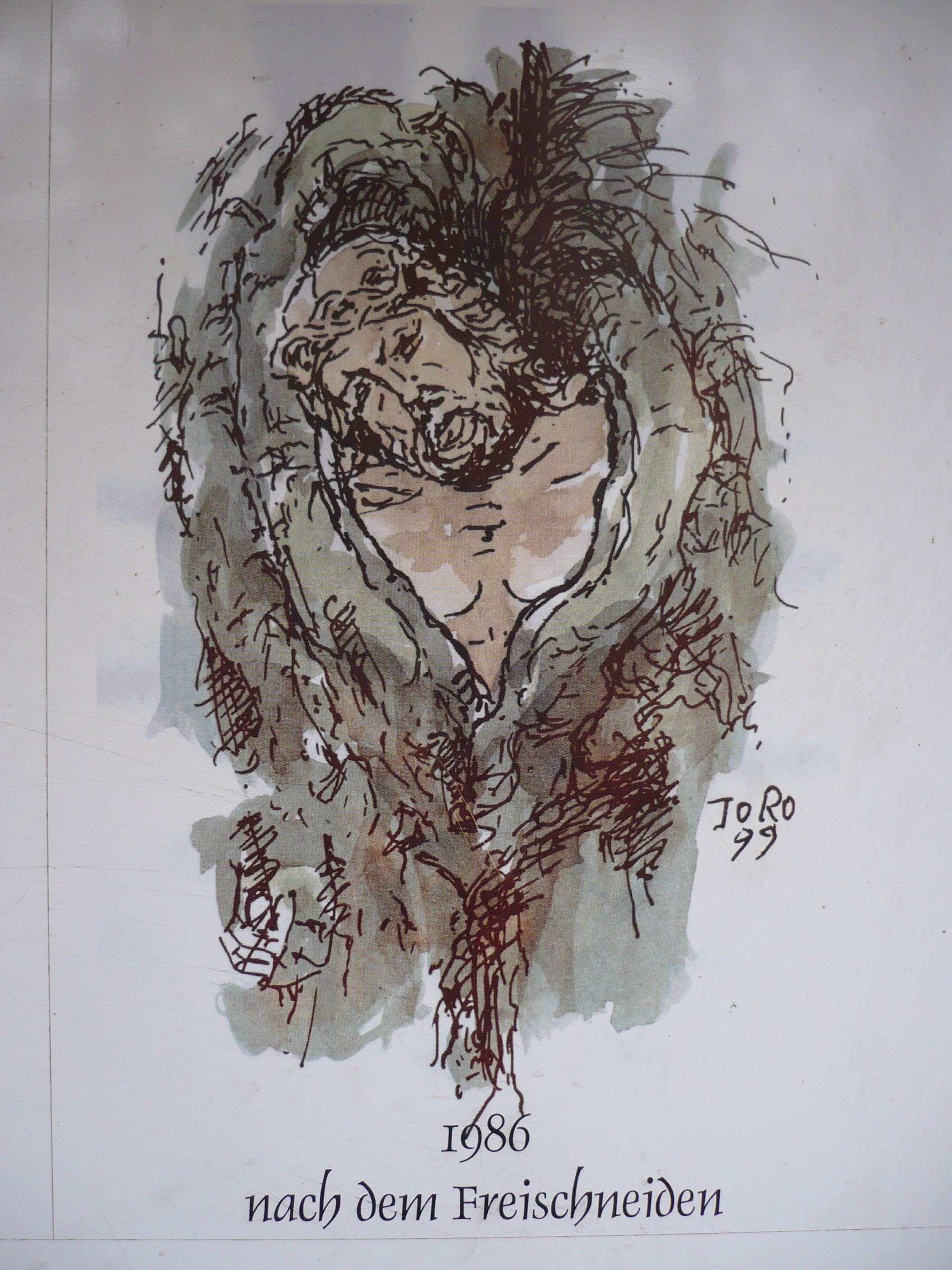
1986 nach dem Freischneiden
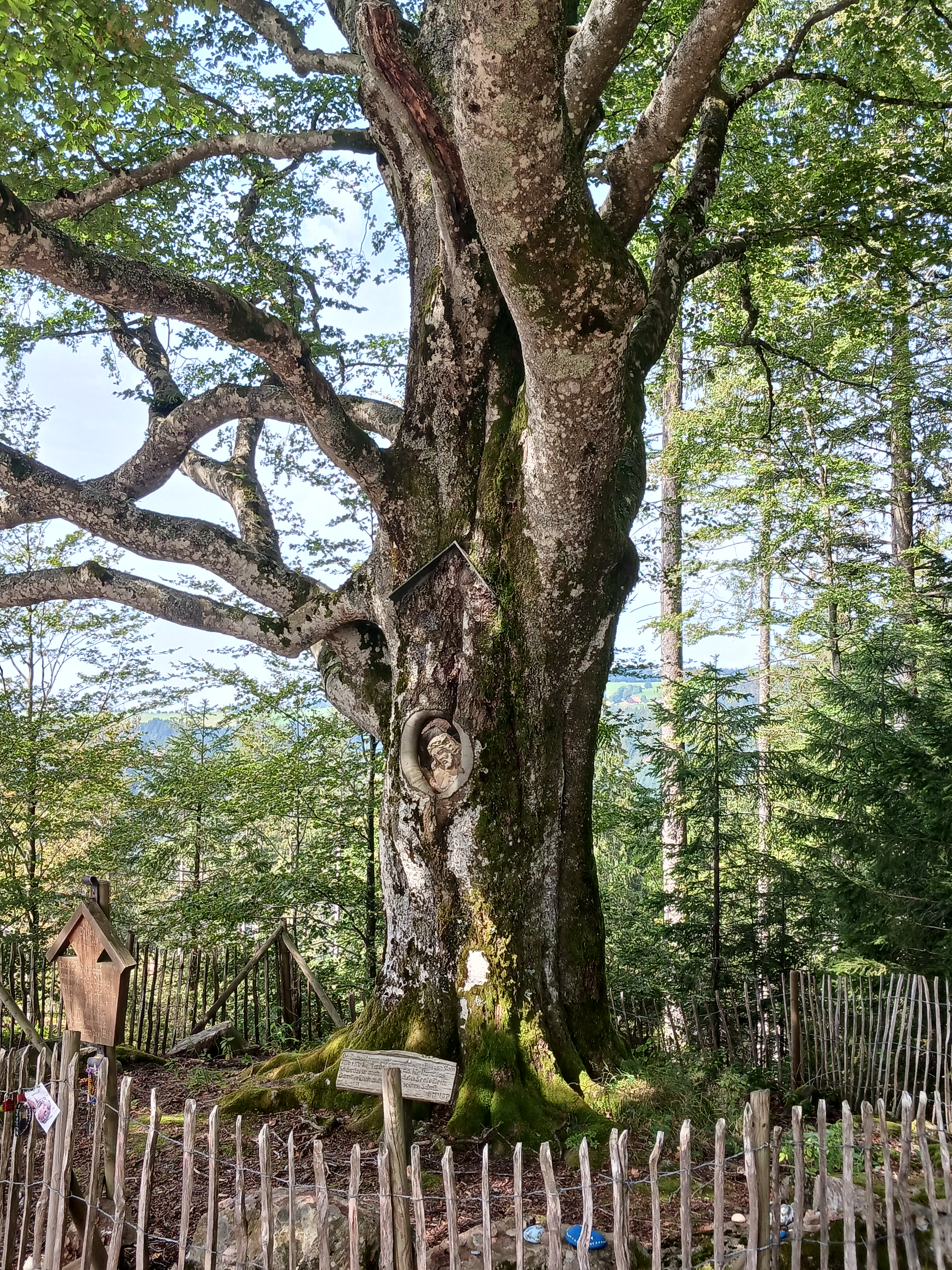
Balzer Herrgott (2023)

### Datierung
Überraschend ist, dass die Christusfigur so schnell und so stark umwallt wurde. Eine mögliche Antwort dazu gibt die besondere Wuchsform der Weidbuchen, bei der die Rotbuche wegen Tierfraß zuerst in die Breite wächst (Kuhbuschstadium) und später erst in die Höhe. Schwabe & Kratochwil (1987) haben das  Wissen um die Wuchsform  auf die Buche des Balzer Herrgotts angewandt und konnten trotz des mächtigen Stamms in den 1980er Jahren noch zehn Einzelstämme zählen. Aufgrund ihrer Untersuchung kann angenommen werden, dass der Baum ungefähr 100 Jahre alt war, als die Christusfigur daran befestigt wurde. Zu dieser Zeit habe er noch aus mehreren unverwachsenen Teilstämmen bestanden. Noch heute kann man leicht erkennen, dass sich die Figur genau zwischen zwei ehemaligen Teilstämmen befindet. Das Eisenskelett, an dem der Steintorso vermutlich befestigt war, wurde wahrscheinlich zwischen diesen beiden Teilstämmen eingeklemmt. Die Überwallung der Figur fand also statt, als das Kuhbuschstadium abgeschlossen war, und die Weidbuche, insbesondere zwischen den Teilstämmen, zu wachsen begann.

## Namenserklärungen
Die Bezeichnung „Balzer Herrgott“ – die Figur wird von den Alten auch als „Winkelherrgott“ bezeichnet – nimmt sehr wahrscheinlich auf den damaligen Besitzer des Hofes Bezug, von dem die Christusfigur stammt: „Balzer (Balthasar) Winkel“.
Der Name „Balzer Herrgott“ wird im Volksmund verwendet und vielfach mit Auerhähnen in Verbindung gebracht, die an dieser Stelle ihren Balzplatz gehabt hätten. Dabei handelt es sich aber zweifellos um eine Volksetymologie beziehungsweise um eine sprachliche Deutung. So hat beispielsweise der Gütenbacher Mundartschriftsteller Bertin Nitz in seinem im Selbstverlag 1914 erschienenen Band „Schneeglöckli us em Schwarzwald“ in einer Fußnote zu seinem Gedicht „s’Falligrunder Hüsli“ den Begriff „Balzer“ mit „Auerhahnen“ übersetzt.